# کلنگانه

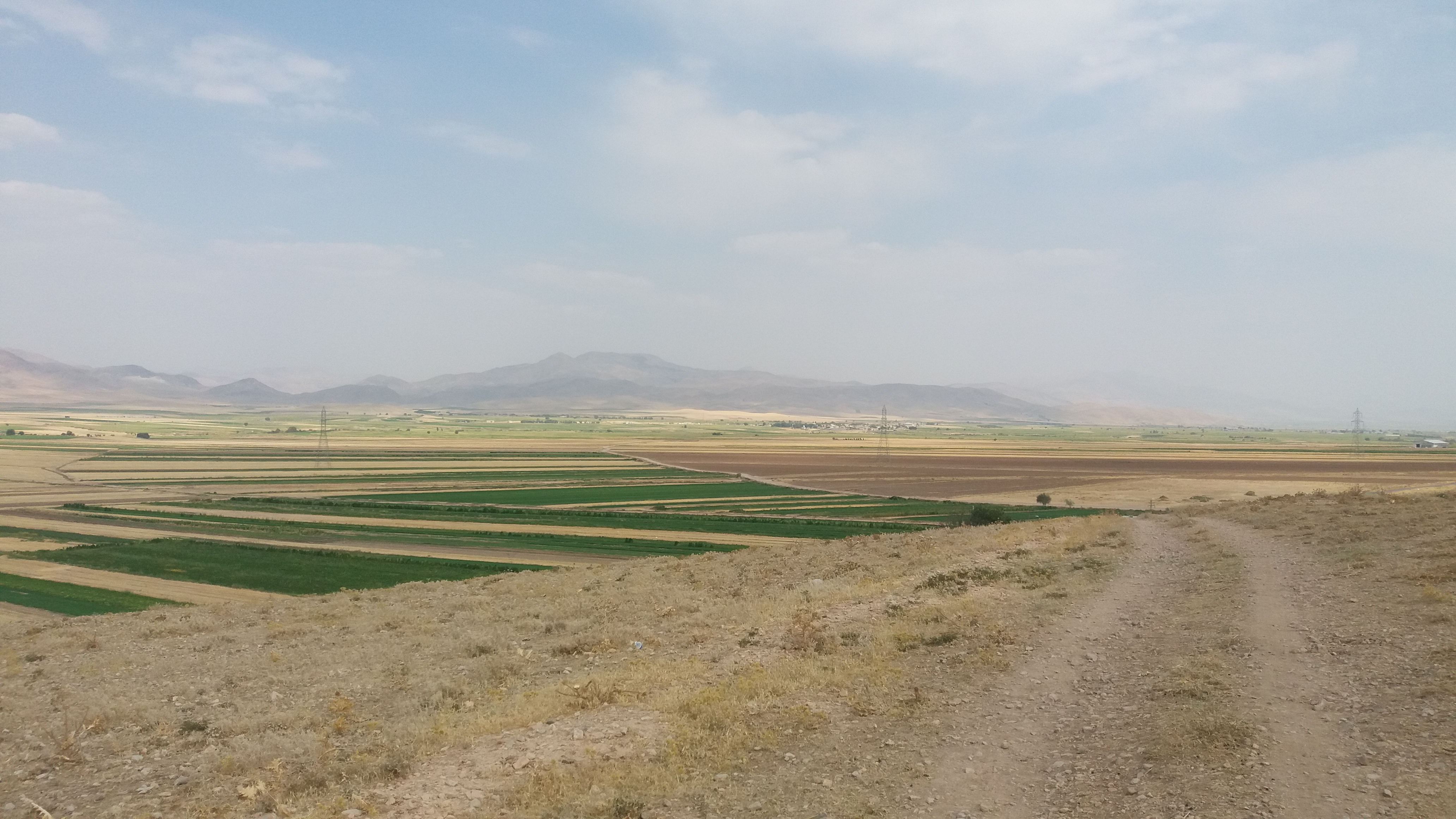

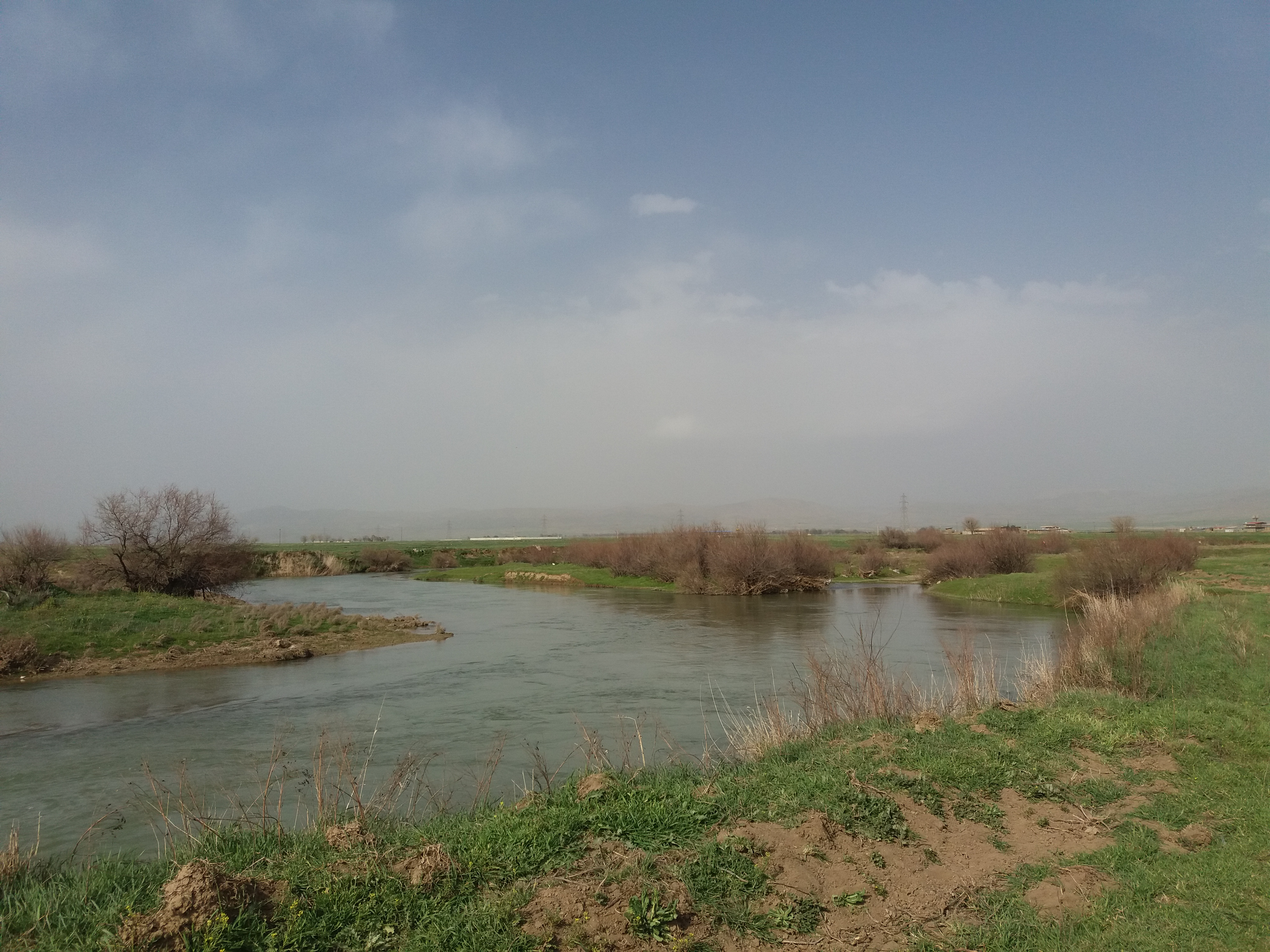

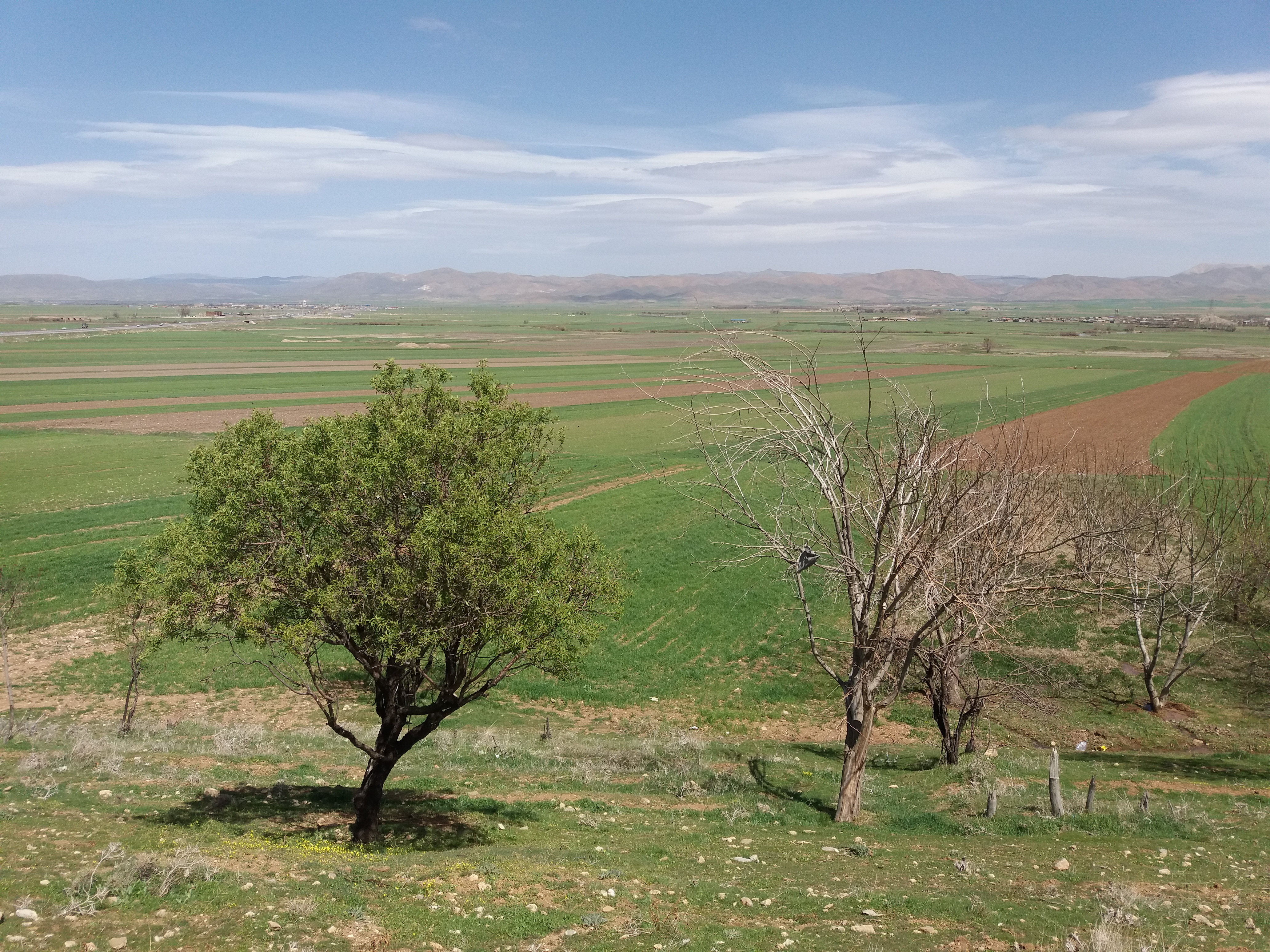

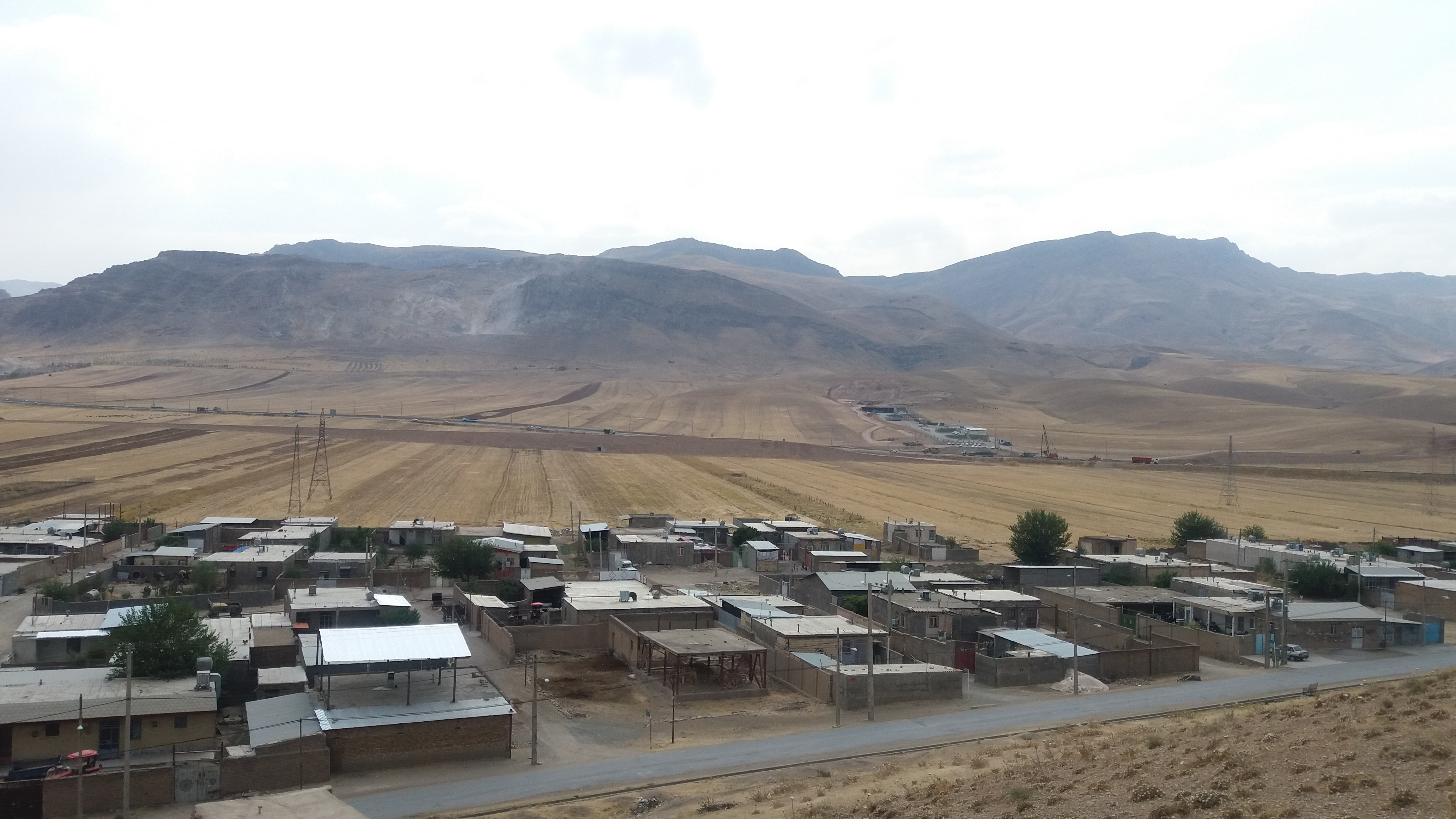

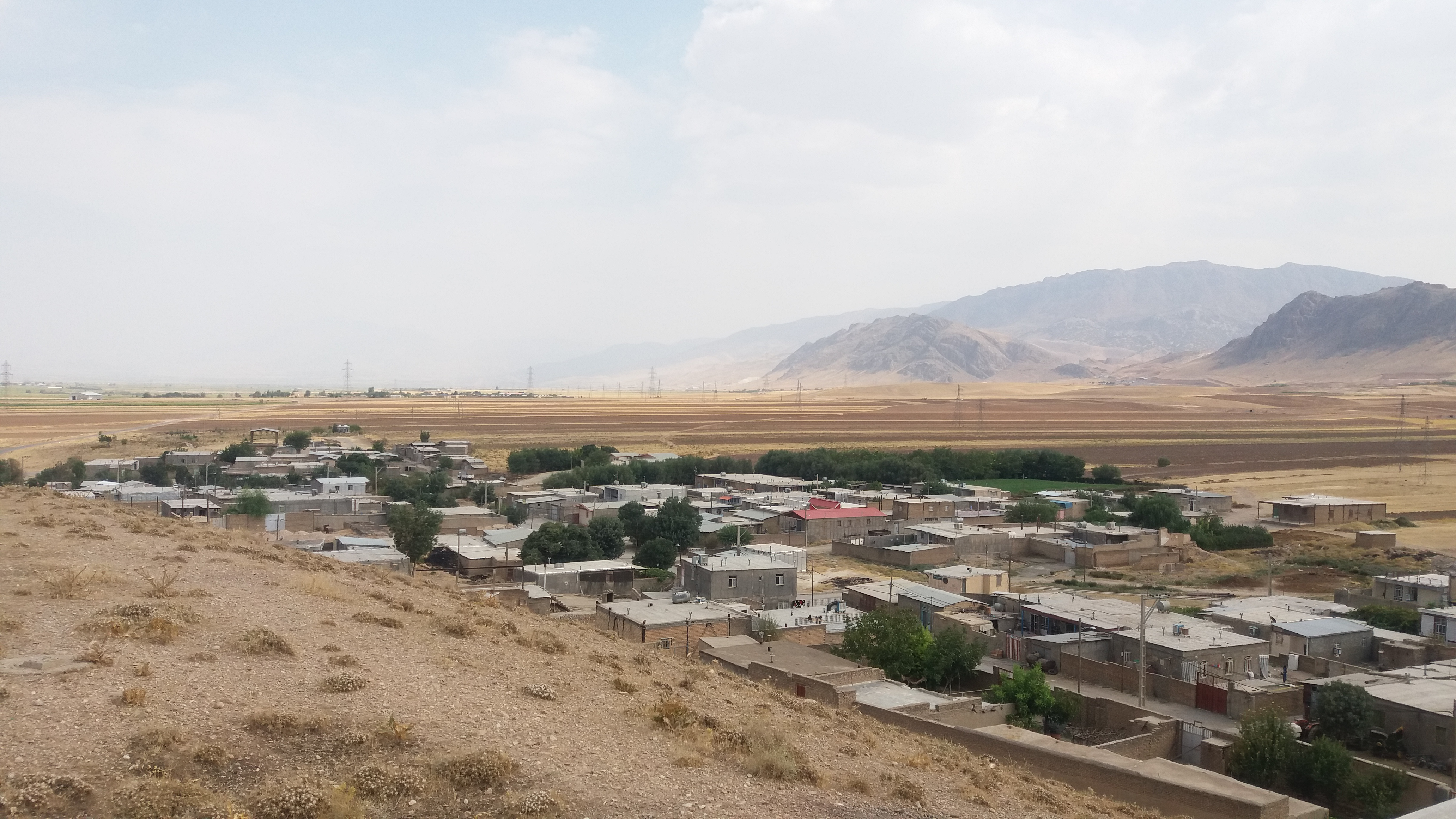

کلنگانه، روستایی از توابع بخش سیلاخور شهرستان دورود
و در ۲۰ کیلومتری آن در استان لرستان ایران است.
طایفه های این روستا عبارتند از :
یاراحمدی _قائدرحمت_پاپی_لری_دالوند _ پیریایی و....
می باشند.
از مهمترین مراسمات این روستا میتوان به هیئت و مراسم تعزیه خوانی در ماه محرم اشاره کرد. بطوریکه در روزهای تاسوعا و عاشورا جمعیتی بالغ بر بیش از چند هزار نفر در این روستا حضور می‌یابند.

## جمعیت
این روستا در دهستان سیلاخور قرار دارد و براساس سرشماری مرکز آمار ایران در سال ۱۳۸۵، جمعیت آن ۶۰۶ نفر (۱۵۷خانوار) بوده‌است.

## کشاورزی
عمده زمین های این روستا دیم هستند و زیر کشت گندم و جو میروند اما مابقی زمین های این روستا که زمین های آبی هستند زیر کشت برنج و چغندر میرود.
همان طور که در بالا اشاره شد اکثر زمین های این روستا دیم هستند و آب بخش دیگری از زمین ها از چند چشمه و رود خانه ای که در شمال این روستا وجود دارد تامین می شود اما متأسفانه شکل آبیاری در این روستا سنتی بوده و بخش عمده ای از این آب هدر می رود.